# Micheline Larès-Yoël
Micheline Larès-Yoel, née le 4 juillet 1926 à Paris et morte dans cette même ville le 28 juin 2011, professeur agrégé d'anglais, docteur ès lettres (Paris, 1971), professeur des universités, est la fondatrice du Centre d'études supérieures et de recherches sur les relations ethniques et le racisme (C.E.S.E.R.E) ainsi que de la revue Études inter-ethniques - Annales du CESERE.
Ses travaux sur la Bible et la civilisation anglaise lui confèrent une reconnaissance internationale,,,,,.

## Biographie
En 1968, elle fait partie des créateurs de la Fondation Marcel Jousse avec Gabrielle Baron, Joseph Morlaas, André Robert, André Crépin, Gaston Fessard, Jacques Goussault, Paul Hutin-Desgrées-du-Loû, Albert Petit, Pierre Roque, Henri Savonnet.

## Ouvrages
- Bible et civilisation anglaise : naissance d'une tradition, Ancien Testament, Paris Didier, 1974.
- Bible et civilisation anglaise : contribution à l'étude des éléments d'Ancien Testament dans la civilisation vieil-anglaise, sous la dir. de Paul Bacquet, Lille : Université de Lille III, 1975.
- France 40-44 - Expérience d'une persécution, L'Harmattan, 1996.
- Mon enfant triso, vingt premières années : 1966-1986, Paris Montréal, L'Harmattan, 1997.
- Études inter-ethniques : annales du C.E.S.E.R.E, sous la dir. de Micheline Larès, Villeneuve d'Acsq, C.E.S.E.R.E., 1989
- Le Moyen Âge et la Bible, ouvrage collectif, dir., Pierre Riché, Guy Lobrichon, ed. Beauchesne, 1984,  (ISBN 2701010918)
- La toponymie biblique médiévale dans les Iles du Nord-Ouest de l'Europe, ed. D'Artray, 1970

## Sources
- Bibliographie et travaux SUDOC
- http://amaes.jimdo.com/publications-de-l-amaes/bam/ (Bulletin de l'Association des Anglicistes Médiévistes de l'Enseignement Supérieur, n° 81 - été 2012)